# Бејнбриџ (округ Рос, Охајо)
Бејнбриџ (енгл. Bainbridge, Ross County) град је у америчкој савезној држави Охајо.

## Демографија
По попису из 2010. године број становника је 860, што је 152 (-15,0%) становника мање него 2000. године.
| Група             | 2000.         | 2010.       |
| Белци             | 1.004 (99,2%) | 824 (95,8%) |
| Афроамериканци    | 2 (0,2%)      | 7 (0,8%)    |
| Азијати           | 1 (0,1%)      | 0 (0,0%)    |
| Хиспаноамериканци | 2 (0,2%)      | 5 (0,6%)    |
| Укупно            | 1.012         | 860         |